# Liste der Monuments historiques in Arces
Die Liste der Monuments historiques in Arces führt die Monuments historiques in der französischen Gemeinde Arces auf.

## Liste der Bauwerke
| Bezeichnung      | Beschreibung              | Standort | Kennzeichnung | Schutzstatus | Datum | Bild           |
| ---------------- | ------------------------- | -------- | ------------- | ------------ | ----- | -------------- |
| Kirche St-Martin | Erbaut im 12. Jahrhundert | (Lage)   | PA00104595    | Classé       | 1911  | weitere Bilder |

## Liste der Objekte

### Kirche St-Martin
Zum Verständnis siehe: Kirchenausstattung
| Bezeichnung                                             | Beschreibung                                   | Standort | Kennzeichnung | Schutzstatus | Datum | Bild           |
| ------------------------------------------------------- | ---------------------------------------------- | -------- | ------------- | ------------ | ----- | -------------- |
| Skulptur des heiligen Martin als Bischof                | Stein, 18. Jahrhundert                         | (Lage)   | PM17001285    | Inscrit      | 1982  |                |
| Retabel an der Südseite                                 | Holz, 18. Jahrhundert                          | (Lage)   | PM17001282    | Inscrit      | 1982  |                |
| Prozessionsfahne mit der Darstellung der Jungfrau Maria | Seide, 19. Jahrhundert                         | (Lage)   | PM17001841    | Inscrit      | 1999  |                |
| Weihwasserbecken                                        | Stein, 18. Jahrhundert                         | (Lage)   | PM17001286    | Inscrit      | 1982  |                |
| Kelch und Patene                                        | Silber, vergoldet, Anfang des 18. Jahrhunderts | (Lage)   | PM17000654    | Classé       | 1991  |                |
| Beistelltisch und Pult                                  | Holz, 18. Jahrhundert                          | (Lage)   | PM17001284    | Inscrit      | 1982  |                |
| Wandvertäfelung und Fragment eines Retabels             | Holz, 18. Jahrhundert                          | (Lage)   | PM17001283    | Inscrit      | 1982  |                |
| Opferteller                                             | Kupfer, 17./18. Jahrhundert                    | (Lage)   | PM17001756    | Inscrit      | 1994  |                |
| Skulptur Christus                                       |                                                | (Lage)   | PM17001802    | Inscrit      | 1997  |                |
| Wandvertäfelung                                         | Holz                                           | (Lage)   | PM17001957    | Inscrit      | 2003  |                |
| Taufbecken                                              | Stein, 18. Jahrhundert                         | (Lage)   | PM17001958    | Inscrit      | 2003  | weitere Bilder |